# جون بيكر
جون بيكر (18 مايو 1933 في المملكة المتحدة - )  (بالإنجليزية: John Baker)‏ هو لاعب كريكت بريطاني. لعب مع نادي مقاطعة سومرست للكريكت ‏ وDorset County Cricket Club ‏ ونادي الكريكت في جامعة أكسفورد ‏.